# Asclepios (insect)
Asclepios is een geslacht van wantsen uit de familie van de Gerridae (schaatsenrijders). Het geslacht werd voor het eerst wetenschappelijk beschreven door William Lucas Distant in 1915.

## Soorten
Het genus bevat de volgende soorten:

- Asclepios annandalei Distant, 1915
- Asclepios apicalis (Esaki, 1924)
- Asclepios shiranui (Esaki, 1924)